# مارتا بوبو
مارتا بوبو (بالإسبانية: Marta Bobo)‏ هي لاعبة جمباز إيقاعي إسبانية، ولدت في 18 مارس 1966 في أورينسي في إسبانيا.

## وصلات خارجية
- مارتا بوبو على موقع اللجنة الأولمبية الدولية (الإنجليزية)
- مارتا بوبو على موقع أوليمبيديا (الإنجليزية)